# Biebertal
Biebertal är en kommun i Landkreis Giessen i Regierungsbezirk Giessen i förbundslandet Hessen i Tyskland. Kommunen bildades 1 december 1970 genom en sammanslagning av de tidigare kommunerna  Fellingshausen, Königsberg, Krumbach, Rodheim-Bieber och Vetzberg. Frankenbach uppgick i kommunen 1 januari 1977.